# 보류제
보류제(保留劑, fixative)는 향수 오일의 원료들의 증기 압력을 같게 하여 휘발성을 조절하고 향수의 냄새 지속성을 증가시키는 데 사용되는 물질이다.
간단히 말해서, 보류제는 향수 냄새의 지속 시간을 늘려준다.
보류제는 레지노이드(예: 벤조인 수지, 랍다넘, 몰약, 유향, 스타이랙스, 톨루 발삼), 아이소프레노이드(예: 암브록사이드), 다환상 케톤(예: 사향고양이사향 및 머스콘) 등이 있으며, 이들은 원래 동물에서 얻었지만 지금은 대부분 화학 합성으로 얻는데, 이는 인공적인 방법이 더 경제적이고 일관적이며 윤리적이기 때문이다(동물들은 회음선에서 분비물을 채취하기 위해 죽이거나 가둬두어야 한다). 합성 보류제에는 낮은 휘발성 물질(예: 다이페닐메테인, 다이프로필렌 글라이콜 (DPG), 사이클로펜타데카놀라이드, 암브록사이드, 살리실산 벤질)과 증기압이 매우 낮은 거의 무취의 용매(예: 벤조산 벤질, 프탈산 다이에틸, 트라이에틸 시트르산염)가 포함된다.